# قائمة أمراض نقص المناعة الأولية
يقسم الاتحاد الدولي للجمعيات المناعية أمراض نقص المناعة الأولية إلى 9 فئات تضم حوالي 120 مرضا، حيث أصدر هذا الاتحاد دليله التصنيفي التاسع عام 2014 وضم الفئة التاسع وأضاف 30 خللا جينيا لم تكن موجودة في إصدار عام 2009.
إصدار عام 2009 ضم 8 فئات وأضيفت إليه عدة أمراض لم تكن موجودة في إصدار عام 2005.

## الفئة الأولى
وتضم أمراض نقص المناعة الأولية المرتبطة بالخلية البائية والخلية التائية، أبرز الأمراض المرتبطة بهذه الفئة هي أمراض عوز مناعة مشترك شديد.
1. أمراض عوز المناعة المشترك الشديد غالبا ما تفقد فيها الخلية التائية لكن الخلية البائية موجودة مثل:
  1. نقص سلسلة غاما المشتركة
  2. نقص جاك 3
  3. نقص السلسلة ألفا لمستقبل إنترلوكين 7
  4. نقص كتلة التمايز 45
  5. نقص كتلة التمايز 3 دلتا وإبسيلون.
2. أمراض عوز المناعة المشترك الشديد غالبا ما تفقد كلا من الخلية التائية والخلية البائية مثل:
  1. نقص جين تفعيل التأشيب 1/2
  2. نقص DCLRE1C
  3. نقص نازعة أمين الأدينوسين
  4. خلل التكون الشبكي.
3. متلازمة أومن
4. نقص ليغاز الحمض النووي الريبوزي منقوص الأكسجين النوع الرابع
5. نقص سيرنونوس
6. نقص لجين كتلة التمايز 40
7. نقص كتلة التمايز 40
8. نقص بورين نوكليوزيد فوسفوريلاز
9. نقص كتلة التمايز 3 غاما
10. نقص كتلة التمايز 8
11. نقص زاب 70
12. نقص قنوات الكالسيوم
13. نقص معقد التوافق النسيجي الكبير 1
14. نقص معقد التوافق النسيجي الكبير 2
15. نقص الحلزوني المجنح
16. نقص كتلة التمايز 25
17. نقص STAT5B
18. نقص تيروزين كيناز
19. نقص DOCK8
20. متلازمة فسفوإينوزيتيد كيناز دلتا المنشط

## الفئة الثانية
هذه الفئة تضم عوز الأضداد، حيث أن هنالك غلوبولين مناعي واحد أو أكثر مفقود أو لا يؤدي دوره بشكل صحيح. هذه البروتينات تنتجها الخلية البلازمية لتستهدف الكائنات الممرضة وترتبط بها وتدمرها.
1. فقدان الخلايا البائية ينتج عنه نقص حاد في كل أنواع الأجسام المضادة، مثل:
  1. فقد غاما غلوبولين الدم المرتبط بالكروموسوم إكس (مثل نقص تيروزين كيناز لبروتون وفقد غاما غلوبولين الدم لبروتون)
  2. نقص السلسلة الثقيلة للكريين المناعي م
  3. نقص السلسلة الخفيفة المناعية
  4. نقص كتلة التمايز 79
  5. نقص رابط الخلية البائية
  6. ورم الغدة الزعترية مع نقص المناعة
2. نقص الخلية البائية أو وجودها بنسبة طبيعية مع نقص في واحد أو اثنين من الأنماط (عادة IgG وIgA وأحيانا IgM)
  1. عوز مناعي شائع متغير
  2. نقص المنباه المشترك للخلية التاية القابلة للتحريض أو نقص كتلة التمايز 278
  3. نقص كتلة التمايز 19
  4. نقص مستقبل عامل نخر الورم
  5. نقص العامل المنشط للخلية البائية
3. عدد طبيعي من الخلايا البائية ونقص في IgG وIgA لكن زيادة في IgM: فرط الكريين المناعي م
4. عدد طبيعي من الخلايا البائية لكن هنالك نقص في نمط أو سلسلة خفيفة:
  1. خبن السلسلة الثقيلة
  2. نقص سلسلة كابا
  3. نقص فئة فرعية معزولة للكريين المناعي ج
  4. نقص فئات فرعية للكريين المناعي ج والكريين المناعي أ
  5. نقص الكريين المناعي أ الانتقائي
5. نقص جسم مضاد معين لمستضد معين مع تراكيز خلايا بائية وكريين مناعي طبيعية
6. نقص غاماغلوبولين الدم العابر عند الرضع

## الفئة الثالثة
تض مهذه الفئة مجموعة من المتلازمات التي لم تصنف في التصنيف الرسمي لكنها تتصف بمواصفات سريرية ومناعية واضحة.
1. متلازمة ويسكوت ألدريخ
2. خلل في ترميم الدنا لكن يتسبب بمرض نقص المناعة الأولي معين:
  1. رنح توسع الشعيرات
  2. متلازمة شبه الرنح (MRE11A)
  3. متلازمة انكسار نايميخن
  4. متلازمة بلوم
3. متلازمة دي جورج (عندما يرافقها خلل زعتري)
4. أمراض خلل التنسج العظمي المناعي المتنوعة (خلل التنسج الهيكلي ذو المشاكل المناعية):
  1. نقص تنسج الغضروف والشعر
  2. متلازمة شيمكه
5. متلازمة هرمانسكي بودلاك النوع الثاني
6. فرط الغلوبولين المناعي إي في الدم أو متلازمة جوب أو متلازمة بوكلي
7. داء المبيضات المخاطي الجلدي المزمن
8. مرض كبدي بانسداد الوريد مع نقص مناعة
9. خلل التقرن الخلقي المرتبط بالكروموسوم أكس
  1. متلازمة هوييرال هريدارسون

## الفئة الرابعة
هذه الفئة تضم اضطراب تنظيم المناعة.
في حالات معينة، يعد تنظيم المناعة في أجزاء من الجهاز المناعي هو المشكلة الشائعة بدلا من الفعالية الداخلية.
1. أمراض نقص المناعة مع نقص التصبغ:
  1. البرص
  2. متلازمة تشيدياك هيغاشي
  3. متلازمة غريسلي من النوع الثاني
2. داء البلعمة العائلي: نقص بيرفورين ونقص MUNC13D ونقص سينتاكسين 11
3. المتلازمة التكاثرية اللمفية المرتبطة بالكروموسوم أكس
4. متلازمات مناعة ذاتية:
  1. المتلازمة التكاثرية اللمفية ذاتية المناعة
    1. النوع الأول أ: خلل في كتبة التمايز 95 أو مستقبل فاس
    2. النوع الأول ب: خلل في ربيطة فاس
    3. النوع الثاني أ: خلل في كاسباز 10
    4. النوع الثاني ب: خلل في كاسباز 8

  2. متلازمة الغدد الصماء بالمناعة الذاتية (مرض الغدد الصماء المتعدد بالمناعة الذاتية مع داء المبيضات وحثل الأديم الظاهر)
  3. متلازمة سوء انتظام مناعي لاعتلال غدد صماء متعدد واعتلال معوي مرتبط بالكروموسوم أكس (متلازمة إيبكس)
  4. نقص كتبة التمايز 95

## الفئة الخامسة
هذه الفئة تضم اضطرابات خلقية لعدد الخلايا البلعمية أو وظيفتها أو كليهما.
الخلايا البلعمية هي خلايا تلتهم وتبتلع العوامل المرضية (بطريقة البلعمة) ثم تدمرها بمواد كيميائية. الخلايا الوحيدة والخلايا الأكولة الكبيرة بالإضافة للخلايا المحببة قادرة على القيام بهذه العملية. في ظروف معينة تقل قابلية هذه الخلايا هذه للقيام بوظيفتها وتعاني خللا وظيفيا:
1. قلة العدلات الخلقية الحاد بسبب نقص إيلاستاز الخلية المتعادلة (مع خلل تنسج نقوي)
2. قلة العدلات الخلقية الحاد بسبب نقص GFI1 (مع قلة اللمفاويات البائة والتائية)
3. متلازمة كوستمان
4. قلة الخلايا المتعادلة مع تشوهات قلبية وبولية تناسلية
5. داء اختزان الغليكوجين نوع 1ب
6. قلة العدلات الدورية
7. قلة العدلات وخلل التنسج النقوي المرتبط بالكروموسوم أكس
8. نقص P14
9. نقص التصاق الكريات البيضاء نوع 1
10. نقص التصاق الكريات البيضاء نوع 2
11. نقص التصاق الكريات البيضاء نوع 3
12. نقص RAC2 (متلازمة نقص مناعة العدلات)
13. نقص بيتا-أكتين
14. التهاب دواعم السن اليفعي الموضعي
15. متلازمة بابيلون-ليفيفر أو تقرن جلد الراحة والأخمص المنتشر مع التهاب دواعم السن
16. نقص حبيبات العدلات المحددة
17. متلازمة شواخمان دايموند
18. داء الورم الحبيبي المزمن - المرتبط بالكرموسوم أكس
19. داء الورم الحبيبي المزمن - صبغي جسدي (CYBA)
20. داء الورم الحبيبي المزمن - صبغي جسدي ((NCF1))
21. داء الورم الحبيبي المزمن - صبغي جسدي ((NCF2))
22. نقص ربيطة إنترلوكين 12 وإنترلوكين 23 بيتا 1
23. نقص إنترلوكين 12p40
24. نقص مستقبل إنترفيرون غاما 1
25. نقص مستقبل إنترفيرون غاما 2
26. نقص STAT1 (نوعين)
27. فرط الغلوبولين المناعي إي في الدم - AD
28. فرط الغلوبولين المناعي إي في الدم - AR
29. الداء البروتيني السنخي الرئوي

## الفئة السادسة
هذه الفئة تضم حالات الخلل في المناعة الطبيعية، حيث هنالك حالات نادرة تعود لهذه الأسباب، حيث أن المناعة الطبيعية تعد خطا أساسا في الدفاع عن الجسم بشكل مستقل عن الكثير من الوسائل المتعلقة بالخلايا اللمفاوية المعززة. أكثر هذه الأمراض مرتبطة بأمراض جلدية.
1. خلل التنسج الأديمي الظاهر المصحوب بندرة التعرق
  1. نقص NEMO
  2. نقص NFKBIA
2. EDA-ID
3. نقص IRAK4
4. نقص MYD88
5. متلازمة وهيم أو متلازمة الثآليل ونقص غاما غلوبولين الدم والعدوى والطاقة النفسية النخاعية
6. خلل تنسج البشرة الثؤلولي
7. التهاب الدماغ الهربسي البسيط
8. داء المبيضات المخاطي الجلدي المزمن
9. داء المثقبيات

## الفئة السابعة
تضم هذه الفئة أمراض التهابية ذاتية، حيث أن أغلب الأمراض الالتهابية الذاتية تؤدي إلى فرط في المناعة وليس العدوى. الكثيرون من المصابين يصفون أنفسهم بأنهم مصابون بمتلازمة الحمى الدورية. هذه الأمراض قد تؤدي إلى أضرار مباشرة في بعض أعضاء الجسم، بالإضافة أنها تجعل الشخص معرضا لأضرار طويلة الأمد (مثلا تؤدي إلى ترسيب نشواني).
1. حمى البحر الأبيض المتوسط
2. المتلازمة الدورية المرتبطة بمستقبل عامل نخر الورم
3. متلازمة فرط الغلوبولين المناعي دي في الدم
4. الأمراض المتعلقة بـكرايوبايرين:
  1. متلازمة ماكل - ويلز
  2. متلازمة المناعة الذاتية الباردة العائلية
  3. الداء الالتهابي متعدد الأجهزة وليدي البدء
5. متلازمة بابا أو (متلازمة التهاب المفصل المقيح وتقيح الجلد الغنغريني والعد)
6. متلازمة بلاو
7. متلازمة مجيد (التهاب العظم والنقي متعدد البؤر المتكرر المزمن وفقر الدم بخلل مكون الكريات الحمراء الخلقي)

## الفئة الثامنة
تضم هذه الفئة أمراض عوز المتممة. إن جملة المتممة جزء من الجهاز المناعي الطبيعي بالإضافة للجهاز المناعي التلاؤمي. جملة المتممة عبارة عن بروتينات في الدم يمكنها أن ترتبط بالعوامل الممرضة وتكون غشاء هجوميا معقدا. أمراض عوز المتممة تنتج عن فقدان أي واحد من هذه البروتينات. قد تهئ هذه الأمراض للعدوى بالإضافة لأمراض مناعة ذاتية.
1. نقص مكون المتممة 1ق
2. نقص المكون المتمم 1ر
3. نقص المكون المتمم 1س
4. نقص المكون المتمم 4
5. نقص المكون المتمم 2
6. نقص المكون المتمم 3
7. نقص المكون المتمم 5
8. نقص المكون المتمم 6
9. نقص المكون المتمم 7
10. نقص المكون المتمم 8أ
11. نقص المكون المتمم 8ب
12. نقص المكون المتمم 9
13. نقص مستقبل المكون المتمم 1 (وذمة وعائية وراثية)
14. نقص العامل المتمم آي
15. نقص العامل المتمم هـ
16. نقص العامل المتمم د
17. نقص العمل المتمم پي أو بروبيردين
18. نقص الليكتين الرابط للمانان
19. نقص MASP2
20. نقص مستقبل المكون المتمم 3
21. نقص البروتين العامل المساعد للشغاء
22. نقص كتلة التمايز 59
23. البيلة الهيموغلوبينية الانتيابية الليلية
24. نقص المناعة المرتبط بنقص فيكولين 3